# Praça de touros das Caldas da Rainha
A Praça de Touros das Caldas da Rainha é uma Praça de Toiros localizada na cidade das Caldas da Rainha. Foi inaugurada a 13 de Junho de 1883. Encontra-se classificada como de 2ª Categoria.
Inaugurada por iniciativa popular em 1883, então com 4.000 lugares, hoje tem uma lotação de cerca de 3.100 lugares. Em cada ano são realizados cerca de cinco espetáculos tauromáquicos e cerca de seis musicais.  
De estilo neo-mudéjar, o edifício consta de planta octogonal. Está classificado como Imóvel de Interesse Municipal.
Decorreu nesta Praça a alternativa de Francisco Zenkl a 20 de Agosto de 2010.